# 반자본주의신당
반자본주의신당(프랑스어: Nouveau parti anticapitaliste, 反資本主義新黨, 약칭 NPA)은 2009년 2월에 창당한 프랑스의 트로츠키즘을 표방했던 정당이다. 2013년 이후 반자본주의 신당은 올리비에 브장스노의 계획에 따라 트로츠키주의 이념을 폐기했으며 당 성향이 전반적으로 우경화되었다. 원래 이 당 명칭은 원래 임시적으로 사용할 계획이었으나, 2009년 2월 6일부터 8일까지 열린 창당대회에서 현 당명인 반자본주의신당이 결선후보로 올라온 혁명적반자본주의당(Parti anticapitaliste révolutionnaire)을 이기고 53%의 지지를 얻음에 따라 그대로 사용하게 되었다.
이 정당은 트로츠키주의를 따르는 사람들을 하나로 모으고, 2002년(10.44%)과 2007년(5.75%)의 대선에서 보인 트로츠키즘 정당들의 가능성을 증대시켜 줄 새로운 인물 발굴을 목표로 하고 있다.
반자본주의신당은 기존의 트로츠키즘 정당인 혁명적공산주의자동맹 (LCR)에서 주대변인을 지냈던 올리비에 브장스노의 주도로 결성되었다.

## 창당대회
2009년 2월 6일에서 8일까지 열린 창당대회에는 630명의 대의원이 모여 NPA의 창립원칙, 임시규약, 정치결의안, 유럽의회선거 대응 결의안 등의 핵심주제에 대하여 분과토론을 진행했다. 이 분과토론을 통해 각 위원회에서 문건으로 제출된 세부 수정안에 대해 심의하였고, 2월 7일 오후부터 2월 8일 오후까지 전체회의를 통해 각 수정안에 대한 찬반토론과 표결을 진행했다.
- 첫 주제인 "창립원칙"은 현재 자본주의의 위기와 이러한 상황 속에서 장기적인 관점에서 어떻게 대중을 동원하고, 현 자본주의 체제를 어떻게 극복할 것인가에 대한 대한 반자본주의신당의 분석을 제시하고 있다.
- 두 번째 주제인 임시규약에 대하여는 다음 당대회까지 그 효력을 유지하기로 하였다.
- 세 번째 주제는 정치결의안으로 반자본주의신당의 1년 계획을 담고 있다.
- 마지막 주제는 2009년 6월에 예정된 유럽의회선거에서 반자본주의신당이 어떻게 행동할 것인가를 다룬 "유럽의회선거 대응 결의안"이었다.

## 당의 구조
창당대회에서는 새로운 당의 정치적 지도부인 "192인 전국정치평의회" (CPN)를 개별투표로 선출했다. 올리비에 브장스노도 78% 득표로 지도부에 선출되었고, 그 가운데 45%가 LCR 출신이었다. 이 과정에서 당내 소수파를 대변하는 크리스티앙 피케가 전국정치평의회에 선출되지 못했고, 대회 의결에서 16%를 획득한 소수파가 13명밖에 선출되지 않자 소수파측에서는 불만의 목소리를 높였다.
이런 상황에서 대의원들은 임시집행위원회(20명인 규모)를 표결없이 추천하여, 3월 7~8일에 열릴 전국정치평의회 1차회의까지 당의 운영을 책임지도록 했다. 3월의 전국정치평의회에서 정식으로 집행위원회가 선출될 예정이며, 대외적으로 당을 대표할 대변인 문제도 논의할 예정이다.

## 이념
임시규약에 명기된 반자본주의신당의 목표는 "21세기 사회주의를 위해 새로운 사회주의적, 민주주의적 지향을 건설한다."이다.
올리비에 브장스노는 이 정당이 "반자본주의자, 반인종주의자, 생태주의자, 여성주의자 등 모든 좌파들과 함께 모든 차별에 맞서 싸울 것"이며, "트로츠키주의에 기반한 LCR의 독특한 정체성은 NPA에서 포기될 것"이라 밝힌 바 있다.

## 기타 정치단체들과의 연합
연합할 단체의 기준을 마련하는 데에 있어서는, 앞으로도 반자본주의신당 내부에서 많은 논의가 있을 것으로 보인다. 당 일각에서는 지방선거 등 여러 정치 현안에서 사회당과의 연합을 배제하되, 반자본주의에 동의하는 세력과 연합하자는 주장이 있다. 반면, 다른 편에서는 프랑스 공산당 (PCF) 및 좌파당 (PG) 등이 주도하는 이른바 <좌파전선> 가입을 통해 선거연합을 제안하자는 주장도 있다.
반자본주의신당은 2009년 1월에는 프랑스 내 몇몇 좌파 정당들과 함께 1월 29일의 전국적 파업에 동참하는 연합성명서에 서명하였다. 이 연합성명서는 다시금 다른 정치단체들과의 연합에 대한 논쟁을 촉발하였다.
결국 창당대회에서 '연합'에 대한 이 두 입장이 충돌하여 표결에 부쳐지게 되었다. 2009년 6월로 예정된 유럽의회 선거와 관련해서는 사회당과의 연합을 배제하되, 반자본주의에 동의하는 세력의 연합을 통해 선거에 대응한다는 다수안이 대의원 중 76%의 찬성으로 채택되었다.

## 같이 보기
- 자본주의에 대한 비판
- 노동자 투쟁